# سعد رباعي الأوراق
السّعد رباعي الأوراق نوع نباتي يتبع جنس السعد من الفصيلة السعدية.

## الموئل والانتشار
موطنه الأصلي في أستراليا.